# Platypalpus argenticeps
Platypalpus argenticeps är en tvåvingeart som först beskrevs av Meijere 1914.  Platypalpus argenticeps ingår i släktet Platypalpus och familjen puckeldansflugor. Inga underarter finns listade i Catalogue of Life.